# Спаський цвинтар (Осло)
Спа́ський цви́нтар (норв. Vår Frelsers gravlund) — один з найстаріших меморіальних некрополів міста Осло. Розташований північніше кварталу Гаммерсборґ у районі Гамле Акер.

## Історія
Спаський цвинтар був заснований у 1808 році в період епідемії холери, у розпал наполеонівських воєн. Першою похованою на ньому стала вдова лютеранського священика Анна Ланґе Тулесіус (норв. Anna Lange Thulesius) (1728-1808).
До 1833 року Спаський цвинтар був єдиним міським некрополем для цивільних поховань.
З 1903 року цвинтар почали використовувати як місце поховання видатних особистостей Норвегії.
У 1911 році некрополь було значно розширено. 
У 1952 році поховання на ньому припинилися. Зараз цвинтар є меморіальним некрополем, де похована еліта політичної, культурної та наукової сфери Норвегії.
На території цвинтаря можна побачити ряд монументальних надгробків, в тому числі стародавні родинні склепи, які використовувалися протягом декількох поколінь. Понад 4,5 тис. надгробків мають статус охоронюваних пам'яток і не можуть бути знесені навіть у разі закінчення терміну оренди. Крім того, з метою збереження єдиного культурного ландшафту, на цвинтарі забороняється замінювати сучасними пам'ятниками будь-які надгробки, навіть якщо вони не мають охоронного статусу.
Каплиця
У 1864 році на Спаському цвинтарі була зведена цвинтарна каплиця, яку згодом перебудовували в 1879 та 1938-1939 роках. Каплиця використовувалася лютеранською церквою Норвегії до 1952 року, коли поховання на цвинтарі припинилися. Тепер храм відремонтували і передали православній громаді.

## Поховання

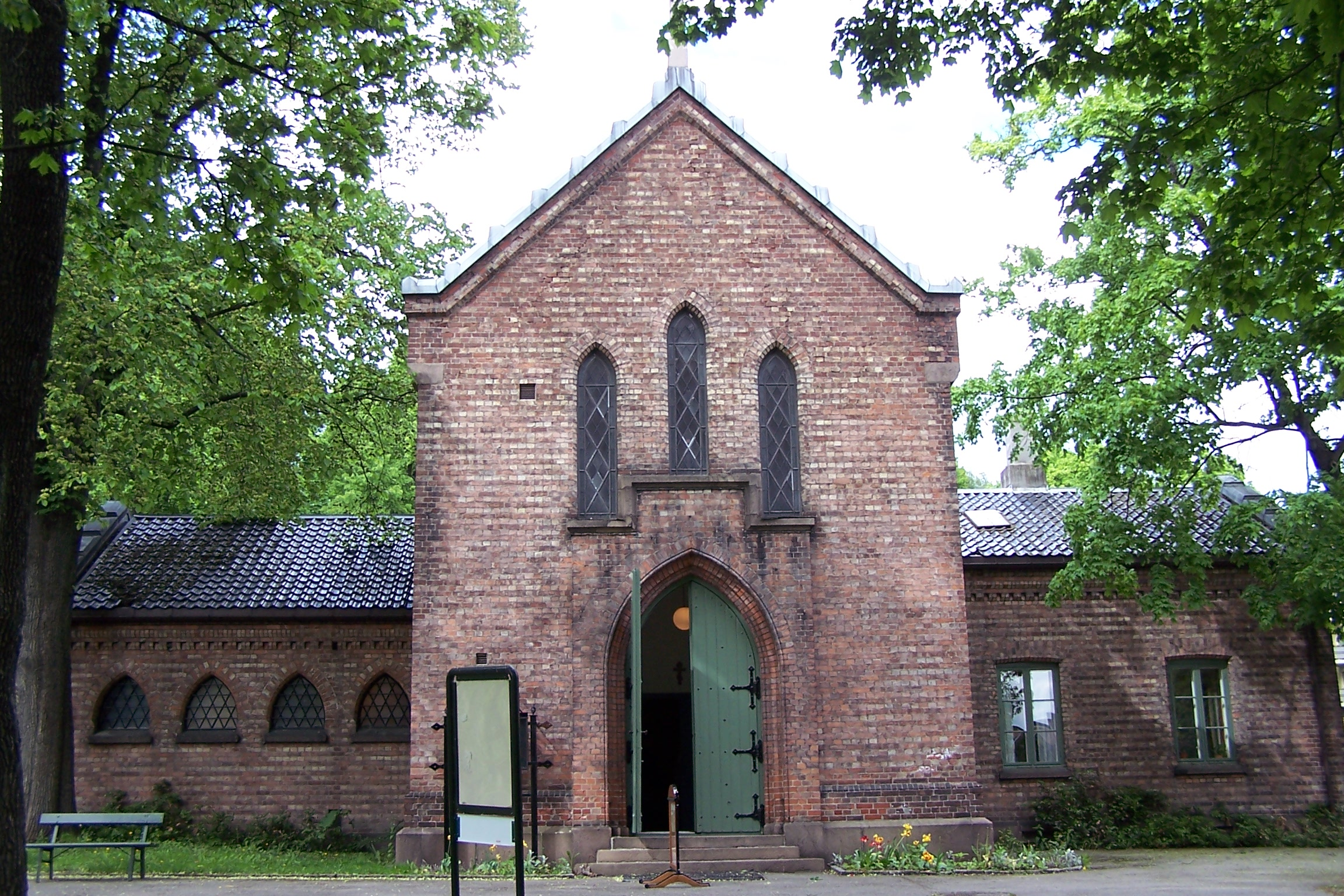
Храм Христа Спасителя Російської православної церкви

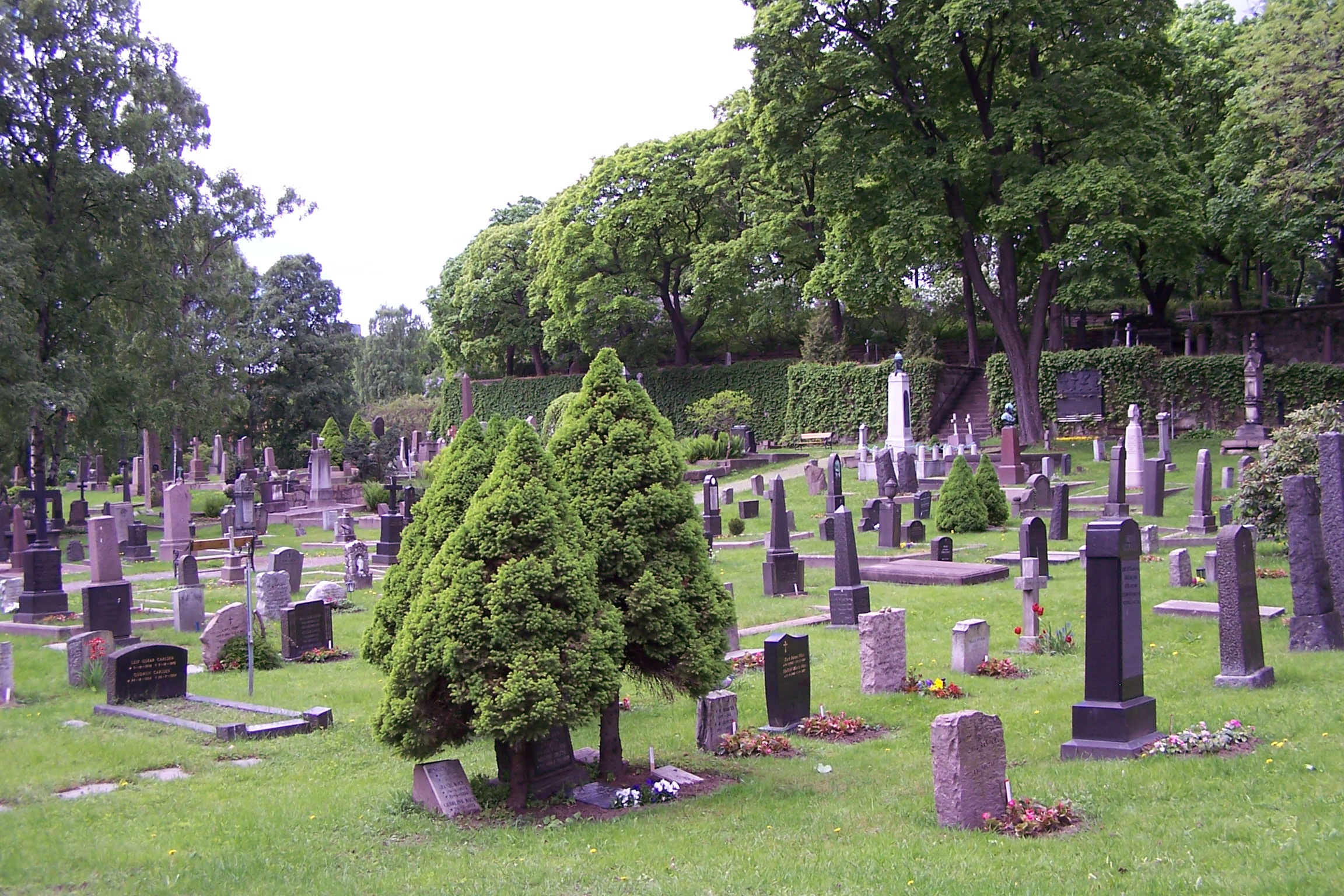
Південний сектор кладовища

### Центральний сектор
- Б'єрнстьєрне Б'єрнсон (1832—1910), письменник
- Олаф Булль (1883—1933), поет
- Ерік Вереншьоль (1855—1938), художник
- Генрік Ібсен (1828—1906), драматург
- Кристіан Крог (1852—1925), художник, письменник
- Едвард Мунк (1863—1944), художник
- Юган Свенсен (1840—1911), композитор
- Сігурд Хуль (1890—1960), письменник

### Західний сектор
- Вольдемар Крістофер Бреггер (1851—1940), геолог
- Софус Лі (1842—1899), математик

### Східний сектор
- Вільгельм Б'єркнес (1862—1951), фізик